# Jaelin Kauf
Jaelin Kauf (Vail, 26 september 1996) is een Amerikaanse freestyleskiester. Ze vertegenwoordigde haar vaderland op de Olympische Winterspelen 2018 in Pyeongchang.

## Carrière
Bij haar wereldbekerdebuut, op 23 januari 2016 in Val Saint-Côme, scoorde Kauf direct wereldbekerpunten. Op 4 februari 2016 behaalde de Amerikaanse in Deer Valley haar eerste toptienklassering in een wereldbekerwedstrijd. Twee dagen later stond ze in hetzelfde Deer Valley voor de eerste maal in haar carrière op het podium van een wereldbekerwedstrijd. Op 19 februari 2017 boekte Kauf in Tazawako haar eerste wereldbekerzege. In de Spaanse Sierra Nevada nam de Amerikaanse deel aan de wereldkampioenschappen freestyleskiën 2017. Op dit toernooi behaalde ze de bronzen medaille op het onderdeel dual moguls, op het onderdeel moguls eindigde ze op de 21e plaats. Tijdens de Olympische Winterspelen van 2018 in Pyeongchang eindigde ze als zevende op het onderdeel moguls.
Op de wereldkampioenschappen freestyleskiën 2019 in Park City veroverde Kauf de zilveren medaille op het onderdeel dual moguls, daarnaast eindigde ze als zesde op het onderdeel moguls.

## Resultaten

### Olympische Winterspelen
| Jaar | Plaats      | Resultaten |
| ---- | ----------- | ---------- |
| 2018 | Pyeongchang | 7e Moguls  |

### Wereldkampioenschappen
| Jaar | Plaats        | Resultaten               |
| ---- | ------------- | ------------------------ |
| 2017 | Sierra Nevada | Dual Moguls · 21e Moguls |
| 2019 | Park City     | Dual Moguls · 6e Moguls  |

### Wereldbeker
Eindklasseringen
| Seizoen   | Algm | MO     |
| --------- | ---- | ------ |
| 2015/2016 | 54e  | 14e    |
| 2016/2017 | 40e  | 7e     |
| 2017/2018 | 6e   | Zilver |
| 2018/2019 | 5e   | Zilver |
| 2019/2020 | 13e  | Brons  |

Wereldbekerzeges
| Datum            | Plaats      | Onderdeel   |
| ---------------- | ----------- | ----------- |
| 19 februari 2017 | Tazawako    | Dual Moguls |
| 21 december 2017 | Thaiwoo     | Moguls      |
| 11 januari 2018  | Deer Valley | Moguls      |
| 15 december 2018 | Thaiwoo     | Moguls      |
| 16 december 2018 | Thaiwoo     | Dual Moguls |
| 1 maart 2020     | Almaty      | Dual Moguls |